# Paul Péan
Pour les articles homonymes, voir Péan.
Paul Péan, né le 12 septembre 1888 et décédé le 14 septembre 1936 à 48 ans, est un pilote motocycliste français. Son activité en courses nationales s'étend sur une quinzaine d'années entre 1912 et 1926, uniquement sur Peugeot Motocycles, et essentiellement en 500 cm3.
Il trouve la mort à l'autodrome de Linas-Montlhéry en essayant la moto de l'un de ses clients.

## Palmarès
350 cm3 :
- Circuit de l'Eure 1912 (et classement général) ;
  - 2e du Grand Prix de France du M.C.F. 1913 ;

400 cm3 :
- Circuit de la Champagne 1912 (et classement général) ;

500 cm3 :
- Circuit de l'Eure 1919 (et classement général) ;
- Grand Prix de Lyon 1920 ;
- Grand Prix de Lyon 1926 ;
- Journée des Records de Montlhéry 1924 (2e course) ;
  - 2e du Grand Prix de France du M.C.F. 1924 ;
  - 2e du Grand Prix de France du M.C.F. 1926 ;
  - 3e du Grand Prix de France du M.C.F. 1923 ;
  - 3e du Grand Prix de l'U.M.F. 1926.